# 矢筈山 (三好市・つるぎ町)
矢筈山（やはずやま/やはずさん）は、四国山地東部の剣山地の中の祖谷山系の盟主である。一ノ森に次ぐ徳島県第5位の高峰で四国百名山に選定されている。
四国には他に同名の矢筈山が同じ剣山地(1,607m)および讃岐山脈(789m)にも存在し、剣山地にある方は特に土佐矢筈山とも呼ばれる。さらに徳島県内には那賀町(570m)や牟岐町(801m)にも矢筈山が存在する。

## 概要
山名の由来は屋島の戦いで平家の将能登守教経が放った矢がこの山の山頂に飛来したとする伝説によるとされる。また『新編美馬郡郷土誌』では山頂西側にある、北側から望むとM字型の矢筈に見える四角柱型の矢筈石に由来するという説、あるいは南北から望む山容が矢筈型に見えるとする説もある。このような中央がM字型に窪む山は東日本では駒ヶ岳と呼ばれるのに対し、四国では矢筈山と呼ぶ。
山頂には二等三角点、「矢筈山」が設置されている。標高1,800mより上部はダケカンバ林に覆われる。頂上は草原となっており、シコクフウロなど「四国」の名がつく固有種もあり、夏に花を咲かせる。山腹にはブナ原生林やウラジロモミ純林も見られる。

## 登山ルート
県道44号線の落合峠(1,520m)から北東側へ尾根筋を縦走するルートが最も楽に山頂に立てる登山道となる。

## ギャラリー

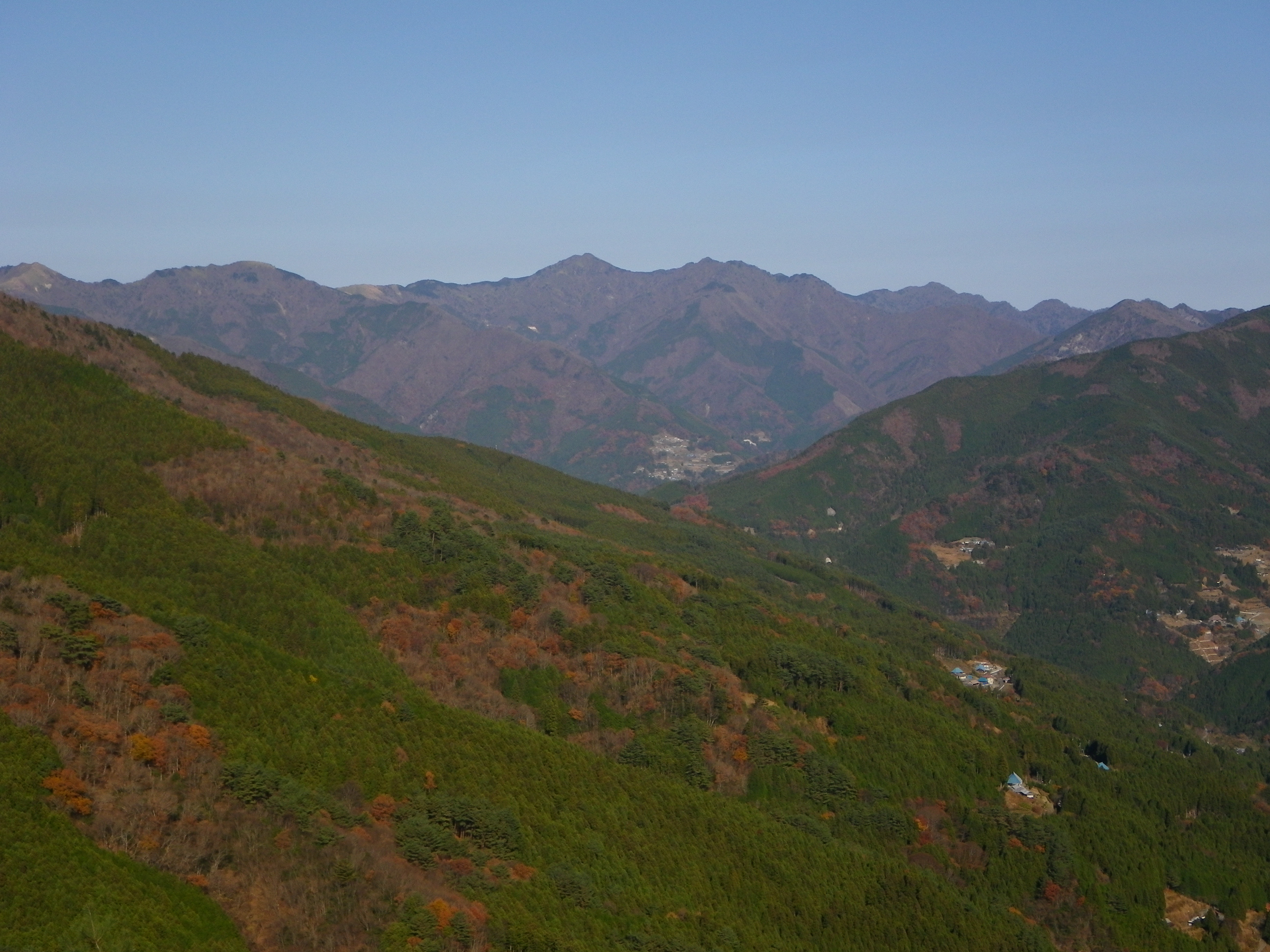
南西の京柱峠から望む
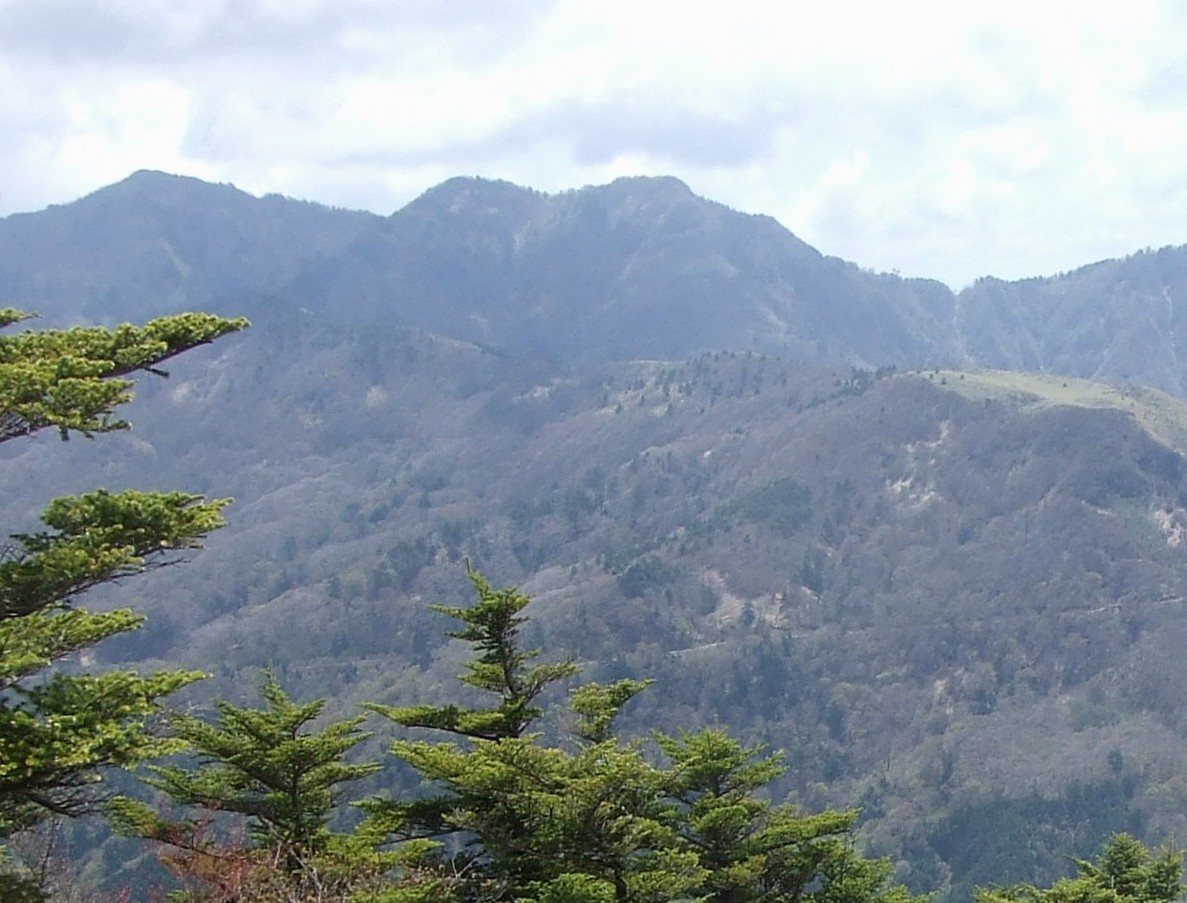
烏帽子山から望む
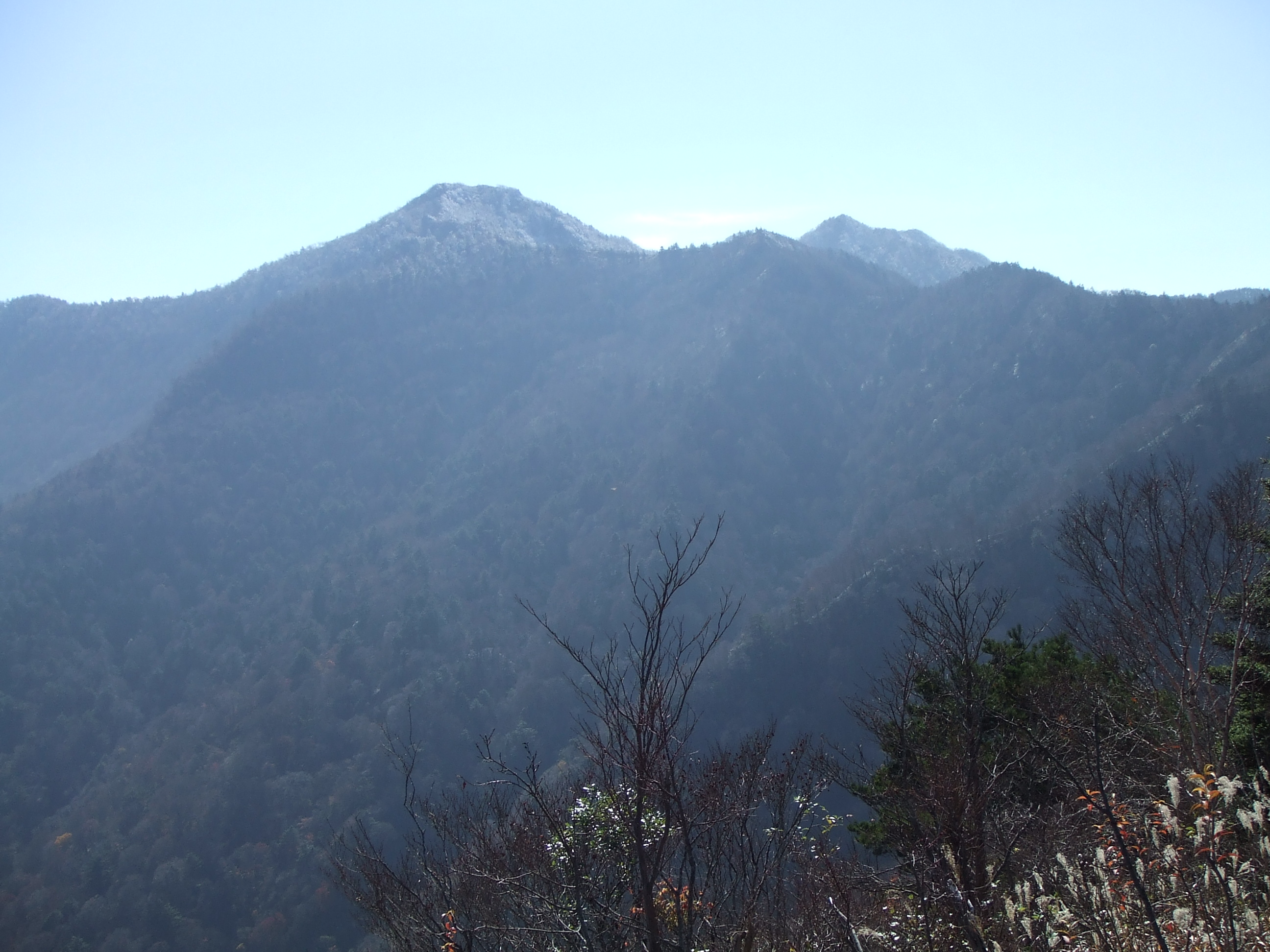
石堂山神社付近から
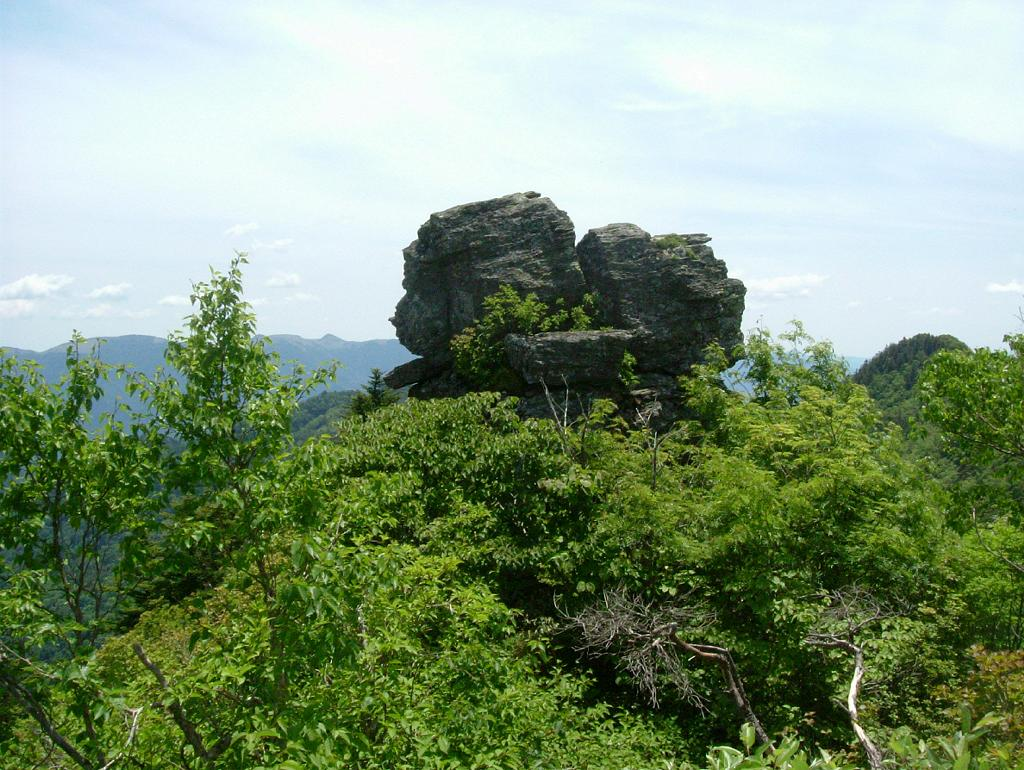
矢筈岩
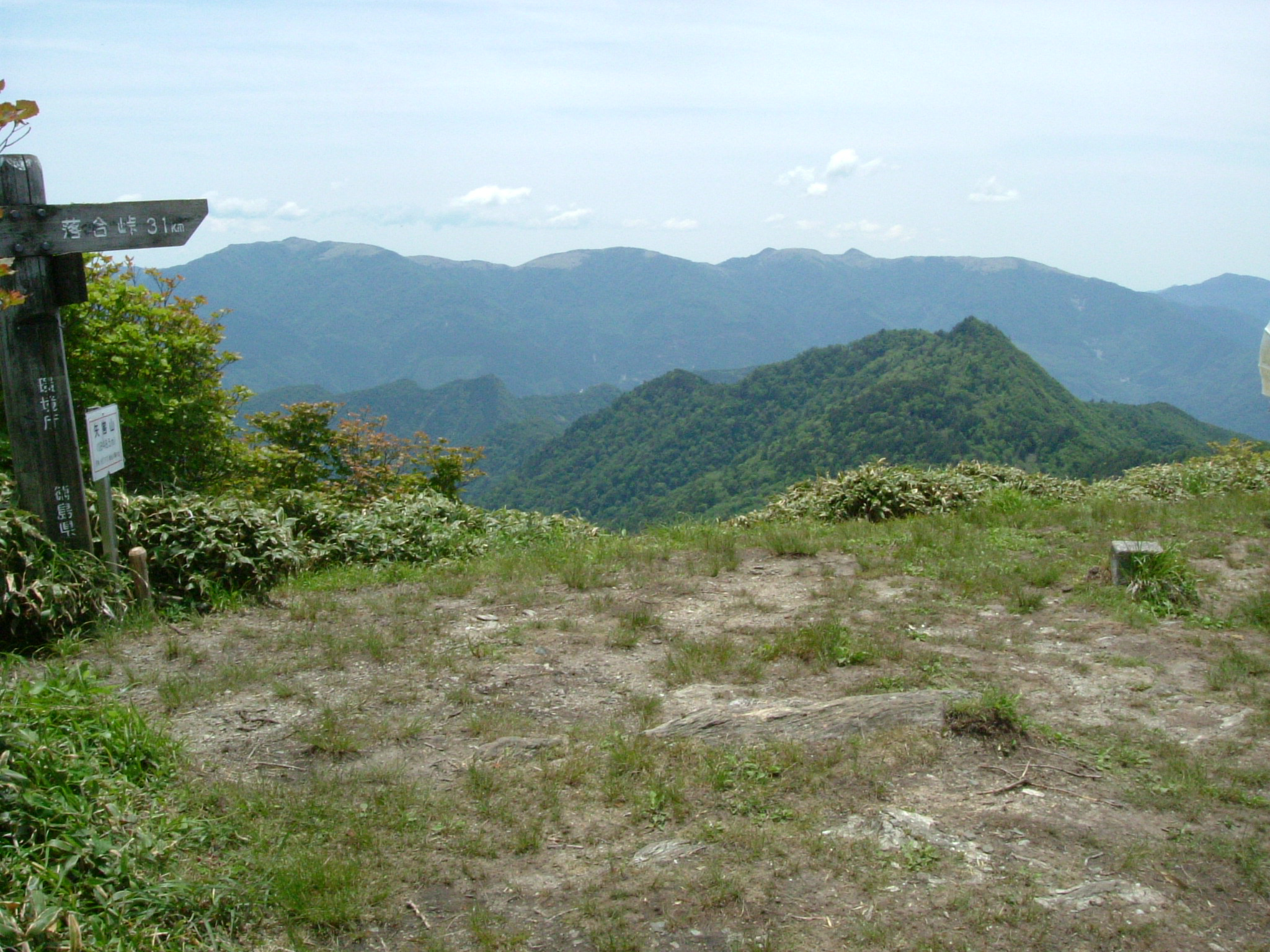
頂上（近くにサガリハゲ、遠くに天狗塚）